# 405
405（四百五、よんひゃくご）は自然数、また整数において、404の次で406の前の数である。

## 性質
- 405は合成数であり、約数は1, 3, 5, 9, 15, 27, 45, 81, 135, 405である。
  - 約数の和は726。
  - 約数を10個もつ10番目の数である。1つ前は368、次は464。
  - 約数を n 個もつ n 番目の数である。1つ前は1089、次は819628286980801。(オンライン整数列大辞典の数列 A073916)
- 9番目の五角錐数である。1つ前は288、次は550。
- 405 = 43 + 53 + 63
  - 3連続整数の立方和となる4番目の数である。1つ前は216、次は684。
  - 3つの正の数の立方数の和1通りで表せる53番目の数である。1つ前は397、次は408。(オンライン整数列大辞典の数列 A025395)
  - 異なる3つの正の数の立方数の和1通りで表せる23番目の数である。1つ前は378、次は408。(オンライン整数列大辞典の数列 A025399)
  - n = 3 のときの 4n + 5n + 6n の値とみたとき1つ前は77、次は2177。(オンライン整数列大辞典の数列 A074561)
- 108番目のハーシャッド数である。1つ前は402、次は407。
  - 9を基とする35番目のハーシャッド数である。1つ前は360、次は414。
- 405 = 34 × 5
  - n = 4 のときの 5 × 3n の値とみたとき1つ前は135、次は1215。(オンライン整数列大辞典の数列 A005030)
  - 2つの異なる素因数の積で p 4 × q の形で表せる10番目の数である。1つ前は368、次は464。(オンライン整数列大辞典の数列 A178739)
  - 3 i × 5 j の形で表せる11番目の数である。1つ前は375、次は625。
- 405 = 5 × 92
  - n = 9 のときの 5n 2 の値とみたとき1つ前は320、次は500。(オンライン整数列大辞典の数列 A033429)
- 405 = 92 + 182
  - 異なる2つの平方数の和で表せる123番目の数である。1つ前は404、次は409。(オンライン整数列大辞典の数列 A004431)
- 405 = 12 + 22 + 202 = 42 + 102 + 172 = 62 + 122 + 152 = 72 + 102 + 162
  - 3つの平方数の和4通りで表せる36番目の数である。1つ前は395、次は406。(オンライン整数列大辞典の数列 A025324)
  - 異なる3つの平方数の和4通りで表せる24番目の数である。1つ前は401、次は406。(オンライン整数列大辞典の数列 A025342)
- 405 = 23 + 33 + 33 + 73
  - 4つの正の数の立方数の和で表せる96番目の数である。1つ前は402、次は406。(オンライン整数列大辞典の数列 A003327)
- 405 = 212 − 36
  - n = 21 のときの n 2 − 36 の値とみたとき1つ前は364、次は448。(オンライン整数列大辞典の数列 A098847)

## その他 405 に関連すること
- 西暦405年
- 紀元前405年
- プジョー・405
- HTTP 405 - Method Not Allowed（HTTPステータスコード、不許可メソッドの仕様を試みたことによるエラー）